# The Kid and the Sleuth
The Kid and the Sleuth è un cortometraggio muto del 1912 diretto da Thomas H. Ince.

## Produzione
Il film fu prodotto dall'Independent Moving Pictures Co. of America (IMP).

## Distribuzione
Il film - un cortometraggio in una bobina - uscì nelle sale statunitensi il 29 gennaio 1912, distribuito dalla Motion Picture Distributors and Sales Company.